# Dirk Salz

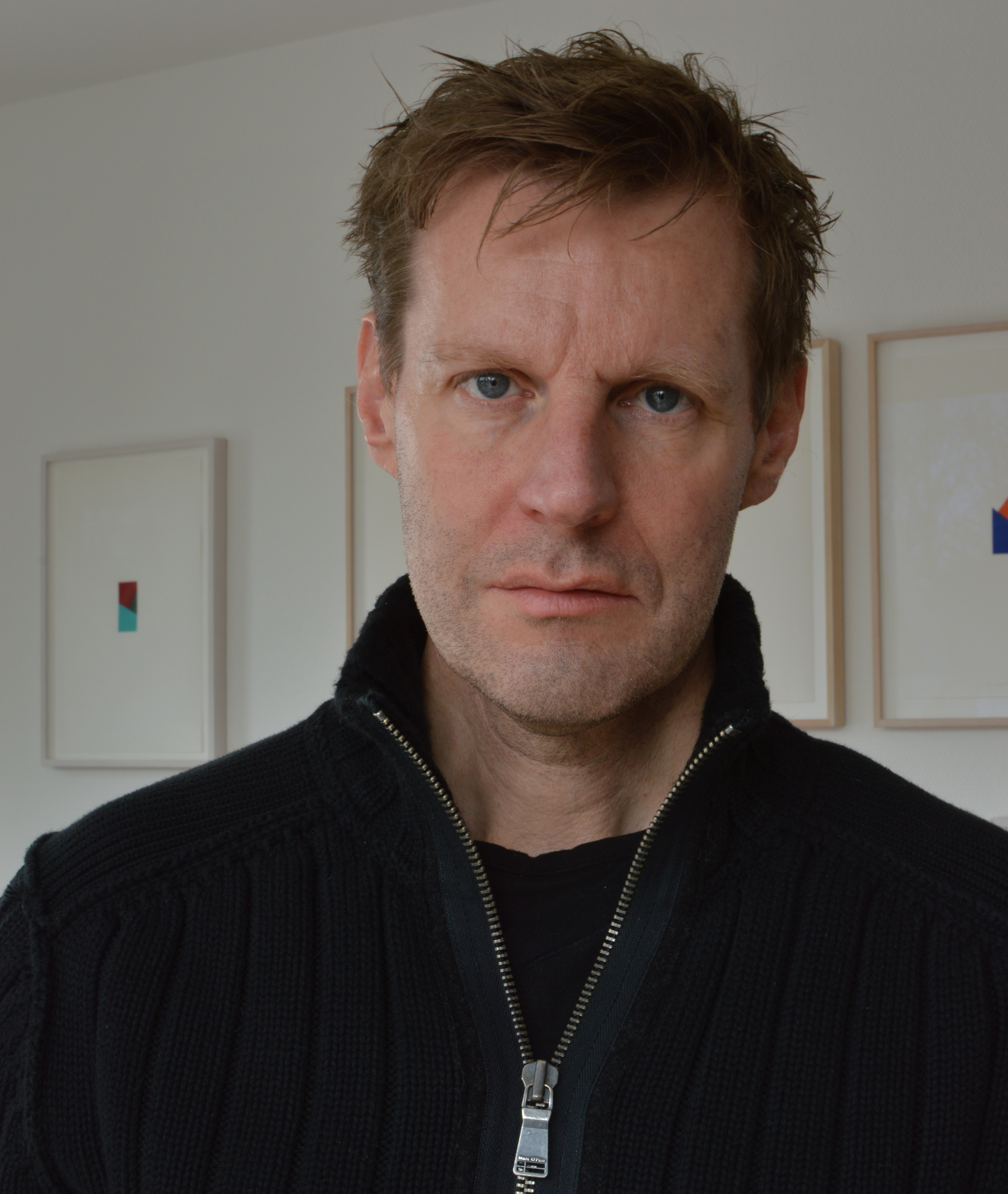
Dirk Salz (2013)

Dirk Salz (* 1962 in Bochum) ist ein deutscher Künstler, der mit den Medien Zeichnung, Malerei und Installation arbeitet.

## Leben
Dirk Salz wuchs in einem künstlerisch geprägten, familiären Umfeld auf (die Mutter zeichnete und malte, der Großvater spielte verschiedene Instrumente). In der Oberstufe des Gymnasiums erhielt Salz Privatunterricht in Zeichnen, Malerei und Kunstgeschichte.
Nach dem Abitur 1981 am Gymnasium Graf-Engelbert-Schule Bochum und anschließendem Wehrdienst studierte er an der RWTH Aachen. 1988 verließ er die RWTH und absolvierte eine Umschulung zum Organisationsprogrammierer an der Berufsfachschule Siemens Schule für Kommunikations- und Datentechnik. Von 1990 bis 2017 arbeitete Salz für die ERGO Versicherung, zuletzt als Leiter IT-Strategie.
Begleitend zum Studium und später auch im Beruf malte und zeichnete Salz und verbesserte sein handwerkliches Können und künstlerischen Ausdruck. Seit 1998 sucht er den Austausch mit anderen Künstlern und mit Lehrbeauftragten. Die Folgejahre sind gekennzeichnet durch eine schrittweise Reduktion bildnerischer und malerischer Mittel.
Seit 2002 ist Dirk Salz freiberuflich als Künstler tätig. Sein Werk wird von Galerien national und international vertreten und ist Bestandteil zahlreicher Sammlungen.
2021 erhielt er zusammen mit Klaus Mackscheidt den von der Sparkasse Mülheim ausgelobten Ruhrpreis für Kunst und Wissenschaft der Stadt Mülheim an der Ruhr.

## Werk
Opazität, Transparenz, Farbe und Komposition sind für Salz malerisch relevante Problemstellungen. Er liest Kant, Schopenhauer und Nietzsche und findet über deren Philosophie und Erkenntnistheorien zu seinem künstlerischen Sujet – die Untersuchung der Wirklichkeit bzw. die menschliche Wahrnehmung von Wirklichkeit.
Unter dem Einfluss von Gerhard Richters abstrakten Bildern entstanden ab 2005 vielschichtig gerakelte Ölbilder, die sich von den Werken Richters aber durch eine farbliche Reduktion in der einzelnen Arbeit und eine zusätzliche Strukturierung der Bildfläche durch horizontale oder vertikale Rakelhübe, sowie durch die Gegenüberstellung einfarbiger Flächen und zufälliger Spachtelstrukturen unterscheiden. Die Vielschichtigkeit beibehaltend, wechselte Salz zu transparenten Materialien. Zunächst verwendete er transparenten Acrylharzbinder, der mit reinen Pigmenten versetzt wurde. Später kam mit der Intention, den Betrachter und den Raum zu integrieren, das Naturharz Dammar hinzu, das durch seinen Glanz die Arbeit spiegeln lässt.
2008 fand er mit 2 komponentigen Kunstharzen das Material, das seiner Intention einer zunächst objektiven Erscheinung, auf den zweiten Blick aber hochgradig subjektiven Erfahrung am nächsten kommt. In den folgenden Jahren entwickelte er durch weitere konsequente Reduktion und bewusste Setzungen in Bezug auf eine bestimmte selektive Farbigkeit, gewählte Formate, die Form und Körperlichkeit des Bildträgers, den gezielten Einsatz von Reflexion und Mattheit sowie prozess- und materialbedingte Zufalls-Entstehungen eine eigenständige unverwechselbare Position. Sie ist am ehesten der Konkreten Kunst zuzurechnen, gibt sich innerhalb eines selbstgesteckten Rahmens aber einer fast spielerischen Freiheit hin. Seine malerischen Konzepte überträgt Salz auch in den Raum, indem er in den Raum ragende Objekte aus farbigem Glas erschafft oder durch entsprechende Interventionen Räume installativ verändert.
2007 entstanden unter starkem Einfluss der damaligen Spachtelarbeiten erste Zeichnungen, die zunächst ausschließlich aus horizontalen Linien und Lücken bestehen, jedoch den Eindruck eines Hochkant-Allover vermitteln. Das schlichte Material Bleistift und Papier stellt einen Kontrapunkt zur materiallastigen Malerei dar. Die feingliedrigen Zeichnungen thematisieren das spannungsgeladene Neben- und Miteinander von Zufall und Regel. Später ergänzten neben vertikalen Linien und Rastern auch Kreiskompositionen das Sujet.

## Ausstellungen (Auswahl)
- 2021: Beyond, Galerie Frey, Wien (A)
- 2021: But all joy wants eternity..., Galeria Victor Lope, Barcelona (E)
- 2021: Every colour you are, Galerie Obrist, Essen (D)
- 2020: Slow Paintings, Galerie Löhrl, Mönchengladbach (D)
- 2020: Slow Paintings, Galerie Frey, Salzburg (A)
- 2020: The Painting Within, Galerie Bromer, Zurich (CH)
- 2019: Tendenzen zur Klarheit, Galerie am Lindenplatz, Vaduz (Li)
- 2019: Dirk Salz, Kunstverein Münsterland, Coesfeld (D)
- 2019: Light Poems’, Galerie Roger Katwijk, Amsterdam (NL)
- 2018: Painting the Absolut, Galerie Obrist, Essen (D)
- 2018: Dirk Salz/Loris Cecchini, Diana Lowenstein Gallery, Miami  (USA)
- 2018: Fuzhou International Lacquer Art Biennial, Fuzhou / capital city of Fujian (CHN)
- 2017: Novum Spatium, Jankossen Contemporary, New York (US)
- 2017: Infinite Galerie Roger Katwijk, Amsterdam (NL)
- 2017: reflective, Galerie Löhrl, Mönchengladbach (D)
- 2017: reflective Galeria Victor Lope, Barcelona (ESP)
- 2016: RESIN neue arbeiten, Galerie Feurstein, Feldkirch (A)
- 2016: Unlimited, Galerie Lausberg, Düsseldorf
- 2015: Perception, Diana Lowenstein Gallery, Miami/FL (US)
- 2015: In Situ, Museum Katharinenhof, Kranenburg
- 2014: In Between, Galerie Obrist, Essen
- 2014: Verein für aktuelle Kunst/Ruhrgebiet
- 2012: Objects in resin and glass, Galerie Roger Katwijk, Amsterdam (NL)
- 2012: Subjektive Reflexionen, Galerie Feurstein, Feldkirch (A)
- 2012: Reflexionen Galerie Lausberg, Düsseldorf
- 2011: compactlight, Forum Kunst und Architektur, Essen (Salz/Poths)
- 2010: Recent Paintings‘, Galerie Roger Katwijk, Amsterdam (NL)
- 2010: Unbedingt, Galerie Kunstraum21, Köln
- 2009: Transparenz, Max-Planck-Institut, Mülheim/Ruhr (mit Joachim Poths)
- 2008: Zeit-Chiffren, Galerie Kunstraum21, Köln
- 2008: Chiffren des Unsagbaren, Folkwanghochschule, Essen
- 2006: Farbe Verdichtung Zeit, Galerie Lausberg Düsseldorf
- 2005: Farbklänge, Folkwang-Hochschule Essen[9]